# Lissonota conocola
Lissonota conocola är en stekelart som beskrevs av Sievert Allen Rohwer 1920. Lissonota conocola ingår i släktet Lissonota och familjen brokparasitsteklar. Inga underarter finns listade i Catalogue of Life.